# キングマン (アリゾナ州)
キングマン（Kingman）は、アメリカ合衆国アリゾナ州の都市。モハーヴェ郡の郡庁所在地である。人口は3万2689人（2020年）。交通の要衝であり、かつては旧国道66号線沿いの重要なコミュニティであった。ジャズ・スタンダード「ルート66」の歌詞中にもその名が登場する。また、映画「ロードハウス66」（Roadhouse 66）や「トゥー・レーン・ブラックトップ」（Two-Lane Blacktop）の舞台にもなった。

## 歴史
キングマンは1882年に創設された。アトランティック・アンド・パシフィック鉄道（Atlantic and Pacific Railroad）が開通し、駅ができたことによって町としての発展が始まった。
キングマンという市名はルイス・キングマン（Lewis Kingman）にちなんで名付けられた。ルイス・キングマンはカリフォルニア州ニードルズ（Needles）からアルバカーキまでアトランティック・アンド・パシフィック鉄道の敷設のために調査をしていた。工事のときには、キングマンは州内のウィンスロー（Winslow）からベールスプリングス（Beal Springs）までの監督にあたっていた。ベール・スプリングスは今日のキングマン市の位置するところの近くである。
1973年7月5日、キングマンはBLEVEと呼ばれる事故に見まわれた。BLEVEとはBoiling Liquid Expanding Vapor Explosionの略で、熱と圧力のかかった液体が爆発を起こす事故である。プロパンが列車から貯蔵庫に移されたときに爆発、出火し、11人の消防士が犠牲となった。現在、この爆発事故の教訓は世界各地で消防局のトレーニング用ケースとして用いられている。

## 地理
キングマンは北緯35度12分30秒 西経114度1分33秒 / 北緯35.20833度 西経114.02583度（35.208449, -114.025730）に位置している。標高は約1,000mである。
アメリカ合衆国統計局によると、キングマン市は総面積77.6 km²（30.0 mi²)である。市の全域が陸地であり、水域はない。

## 市内・周辺の見どころ
- 旧国道66号線

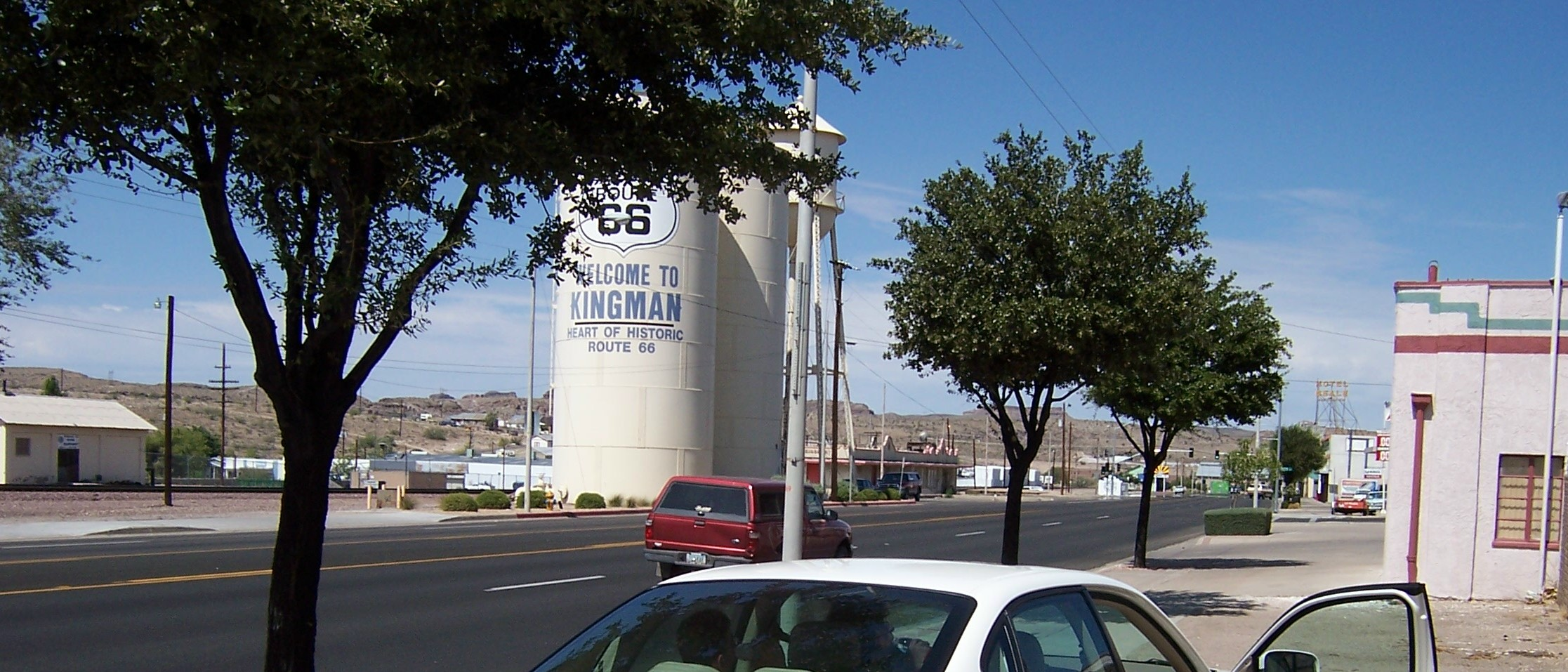
キングマンの貯水塔。「ルート66」との関連性をアピールしている。

- フォーエバー牧場（Forever Ranch and Gardens） - 約72km南に位置する。
- フアラパイ山レクリエーション・エリア（Hualapai Mountain Recreation Area）

また、キングマンはカジノで知られるラスベガスや、グランドキャニオンをはじめとした数々の国立公園にも近く、これらの玄関口としての役割も果たしている。

## 産業と交通

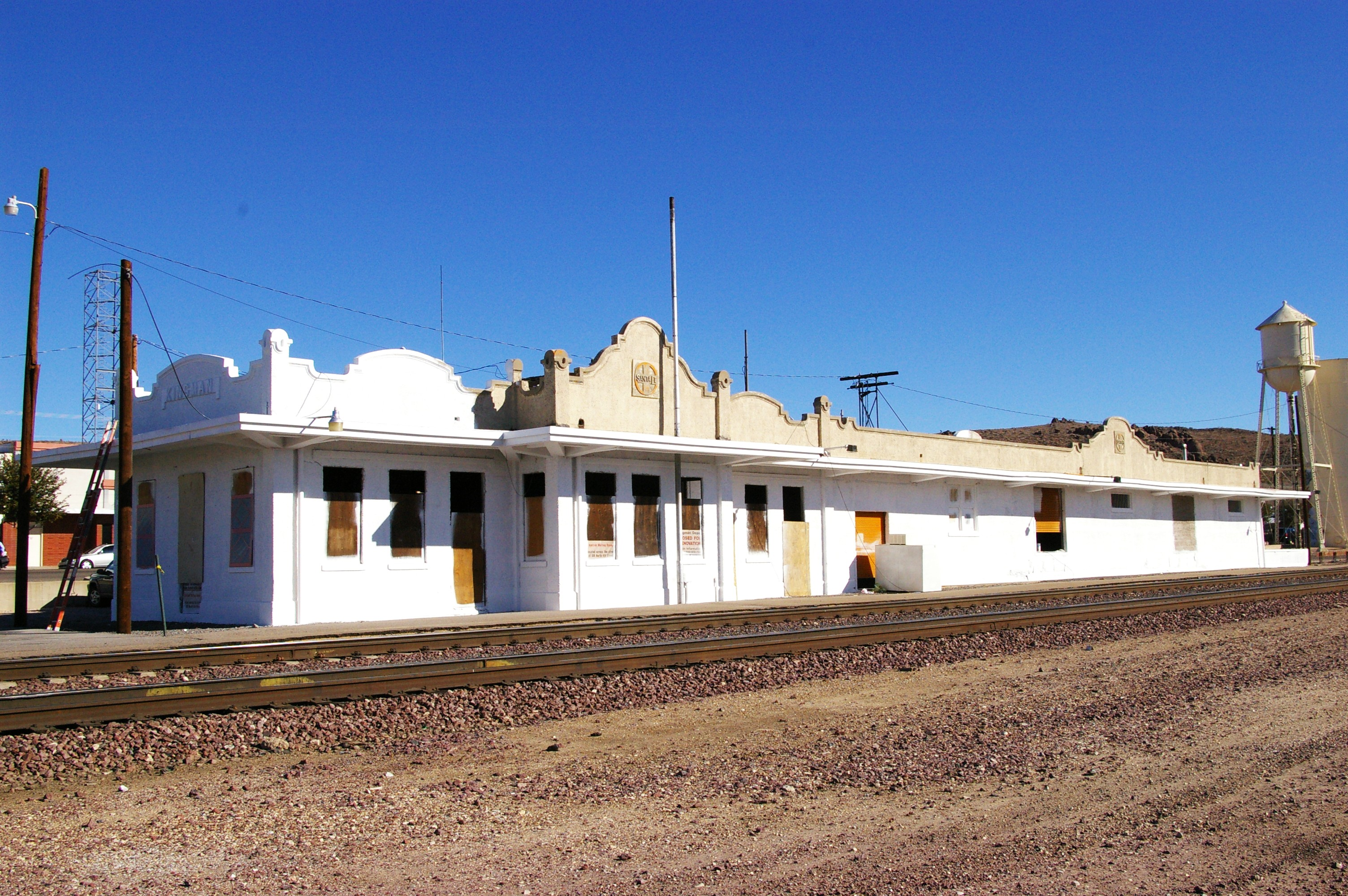
キングマンの鉄道駅

キングマンの玄関口となっている空港は市の北東約7kmに位置するキングマン空港である。この空港はアリゾナ州道66号線（旧国道66号線）沿いに位置している。
空港内にはキングマン航空部品社（Kingman Aviation Parts）が本社を構えている。同社はフライトライン・ドライブ（Flightline Drive）に位置し、航空機部品を取り扱う主要な会社である。姉妹会社のキングマン・エアライン・サービス社（Kingman Airline Services）も空港内に立地している。同社は航空機の格納庫を有し、主に格納された航空機の修理を行っている。また、同社は航空機の一部の部品を取り外し、部品を格納することもやっている。
市内を州間高速道路I-40が通っている。I-40はカリフォルニア州からノースカロライナ州ウィルミントンへと大陸を横断する幹線である。アリゾナ州内では州北部を東西に貫き、フラッグスタッフなどへ通じている。 フラッグスタッフは東へ約235km、車で2時間半ほどである。また、国道93号線（U.S. Highway 93）はラスベガスへ通じている。北西へ約170km、こちらも車で2時間半ほどである。途中アリゾナ・ネバダ州境でフーバーダムを通る。フラッグスタッフやラスベガスへは、グレイハウンドのバスの便もある。
市内にはBNSF鉄道（旧アッチソン・トピカ・アンド・サンタフェ鉄道）の線路が通っている。アムトラックの駅があり、ロサンゼルスとシカゴを結ぶ長距離列車サウスウェスト・チーフ号が停車する。駅からはラスベガスのマッカラン国際空港への提携バスが出ている。

## 人口動勢
以下は2000年国勢調査における人口統計データである。
| 基礎データ - 人口: 20,069人 - 世帯数: 7,854世帯 - 家族数: 5,427家族 - 人口密度: 258.5人/km²（669.7人/mi²） - 住居数: 8,604軒 - 住居密度: 110.8軒/km²（287.1軒/mi²） 人種別人口構成 - 白人: 89.94% - アフリカン・アメリカン: 0.55% - ネイティブ・アメリカン: 1.98% - アジア人: 1.44% - 太平洋諸島系: 0.14% - その他の人種: 3.41% - 混血: 2.53% - ヒスパニック・ラテン系: 9.25% 年齢別人口構成 - 18歳未満: 25.0% - 18-24歳: 7.4% - 25-44歳: 25.6% - 45-64歳: 24.2% - 65歳以上: 17.8% - 年齢の中央値: 40歳 - 性比（女性100人あたり男性の人口） - 総人口: 97.5 - 18歳以上: 94.4 | 世帯と家族（対世帯数） - 18歳未満の子供がいる: 30.1% - 結婚・同居している夫婦: 54.6% - 未婚・離婚・死別女性が世帯主: 10.1% - 非家族世帯: 30.9% - 単身世帯: 25.5% - 65歳以上の老人1人暮らし: 11.7% - 平均構成人数 - 世帯: 2.47人 - 家族: 2.94人 収入と家計 - 収入の中央値 - 世帯: 34,086米ドル - 家族: 41,327米ドル - 性別 - 男性: 32,036米ドル - 女性: 21,134米ドル - 人口1人あたり収入: 17,181米ドル - 貧困線以下 - 対人口: 11.6% - 対家族数: 8.2% - 18歳未満: 15.3% - 65歳以上: 7.9% |